# Kristofer Helgen
Kristofer Michael Helgen, nacido en Fridley (Minnesota), el 14 de marzo de 1980, es un zoólogo estadounidense.

## Estudios
Obtuvo la licenciatura en biología en la Universidad Harvard en 2001. Durante sus años de estudiante trabajó extensamente en las colecciones de mastozoología en Harvard y en muchos museos importantes, viajó por el sur de África y Australia para estudiar los mamíferos. Entre sus profesores estuvieron Donald Griffin, Timothy Flannery y Don E. Wilson.
En 2001, Kris comenzó el trabajo de campo en los mamíferos de Nueva Guinea, y se mudó para Adelaida (Australia), para estudiar en la Universidad de Adelaida y en el Museo de Australia del Sur, primero con una beca Fulbright y después con una beca de doctorado. Estudió con Tim Flannery y Russell V. Baudinette. Tomó un gran interés en la fauna australiana, participó en expediciones de campo en Borneo, Timor, Vanuatu y en varios lugares de la isla de Nueva Guinea y colaboró con museos de diversos países.Su tesis de doctorado se centró en la sistemática y biogeografía de los mamíferos de la región de Melanesia. En 2006, mientras que en Australia se casó con la bióloga australiana Lauren Elizabeth Johnston. Recibió el doctorado en Zoología de la Universidad de Adelaida en 2007.
Se mudó a Washington D. C. con una beca postdoctoral en el Museo Nacional de Historia Natural del Instituto Smithsoniano, bajo la dirección de Don Wilson.
Como un becario postdoctoral en el Smithsonian, Kris trabajó en la clasificación de muchos grupos diferentes de mamíferos y se involucró en el trabajo de campo en Ecuador, Borneo, Nueva Guinea, y en otros lugares.

## Vida profesional
Desde 2008 fue contratado como zoólogo, investigador y curador de mamíferos en el Museo Nacional de Historia Natural y se convirtió en Comisario a cargo de la División de Mamíferos en 2009. Su trabajo se ha centrado en los mamíferos de todos los continentes, especialmente sistemática, biogeografía, ecomorfología y conservación.
Es profesor de la Universidad George Mason; investigador asociado del Museo Americano de Historia Natural, del Museo de Historia Natural y Cultural del Estado de Hawái Berenice Bishop y de la Texas Tech University. Es también explorador emergente de la National Geographic Society, editor de Mammal Species of the World  y miembro del consejo de redacción de ZooKeys . Es socio y miembro del Consejo Directivo de la Sociedad Americana de Mamiferología, en la cual ha participado en muchos comités.
Ha trabajado en más de 60 países y más de 80 museos, ha producido más de 100 publicaciones revisadas por pares sobre la biología de los mamíferos, y en su investigación ha documentado cerca de 100 especies de mamíferos previamente desconocidas para la ciencia.